# سيرافزا
سيرافزا؛ هي بلدة ومدينة في مقاطعة لوكا، في شمال توسكانا، إيطاليا. ويقع في فيرسيليا، على مقربة من جبال الألب أبوان.

## البلديات المجاورة
- فورتي دي مارمي
- ماسا
- مونتينوسو
- بيتراسانتا
- ستازيما

شفيع سيرافيزا هو سانت لورانس. يقام عيده سنويا في 10 أغسطس.
وفقا للمؤرخ لورنزو ماركوتشيتي، دارت المعركة التي تذكرها المؤرخ تيتوس ليفيوس عام 186 قبل الميلاد بين أبوان ليغوريس والرومان في بونتي ستازيمي. دارت المعركة على تل يدعى كولي مارسيو (مارسيو هيل) من اسم القنصل المهزوم: كوينتوس مارسيوس.
احتفل في فريزيوني من Querceta بسانت جوزيف، في 19 مارس. شفيع فرازيوني بوزي هو القديس روش.

## المدن الشقيقة
- Calatorao, Spain

## مشاهير
- ماركو بالديري، قائد الأوركسترا
- ريناتو سالفاتوري، ممثل
- دينو بيجونجياري، أستاذ بجامعة كولومبيا

## روابط خارجية
- الموقع الرسمي